# Žolt Der
Žolt Der o Zsolt Dér (Subotica, 25 de març de 1983) és un ciclista hongarès, d'origen serbi. Professional des del 2005, actualment milita al Team Vorarlberg.

## Palmarès
- 2005
  - Campió de Sèrbia i Montenegro en contrarellotge
  - 1r a la Clàssica Belgrad-Čačak
- 2006
  - Campió de Sèrbia i Montenegro en contrarellotge
  - Vencedor d'una etapa a la Volta a Sèrbia
- 2007
  - Campió de Sèrbia en ruta
  - 1r al Belgrad-Banja Luka II
  - 1r al Gran Premi Betonexpressz 2000
  - Vencedor de 2 etapes a la Volta a Turquia
  - Vencedor d'una etapa a la Volta a Sèrbia
- 2008
  - Vencedor d'una etapa a la Volta a Sèrbia
  - Vencedor d'una etapa al Tour of Chalkidiki
- 2009
  - Campió de Sèrbia en contrarellotge
  - 1r al Gran Premi ciclista de Gemenc
- 2010
  - Campió de Sèrbia en ruta
  - 1r a la Mayor Cup
  - Vencedor d'una etapa a la Volta a Bolívia
- 2011
  - Campió de Sèrbia en ruta
  - Campió de Sèrbia en contrarellotge
  - 1r a la Clàssica Belgrad-Čačak
  - 1r al Tour de Voivodina II
  - Vencedor d'una etapa a la Volta a Grècia
- 2013
  - Vencedor d'una etapa al Gran Premi ciclista de Gemenc